# ゲイリー・バートン
ゲイリー・バートン（Gary Burton、1943年1月23日 - ）は、アメリカ合衆国のヴィブラフォン奏者。インディアナ州アンダーソン出身。
レッド・ノーヴォが始めた4本マレット奏法をより高度に開拓・確立させた現代ヴィブラフォン奏法のイノヴェーター。彼が開発して世界中に広めたダンプニング奏法はジャンルを超えて今日のヴィブラフォン、マリンバの奏者や音楽に影響を与え、ヴィブラフォンがコード楽器としてピアノと比べても遜色なく同じレベルで演奏（独奏）出来る事を立証させた。また、一般にバートン・グリップと呼ばれるマレットの持ち方を確立したことでも知られている。
ゲイリー・バートンは常に時代の息吹をキャッチして表現するコンテンポラリーな音楽家として人気があり、今までに7回のグラミー賞を受けている。

## 略歴
ゲイリー・バートンは音楽一家に育った。幼い頃からピアノを始め6歳からマリンバとヴィブラフォンで最初はクラシックの小品やポピュラーソングを演奏していた。8歳でピアニストとしてステージで演奏。またタップダンスも行い兄弟（クラリネットとベース）で編成したショーバンドは年間100回程度のギグを行っていた。13歳の時にジャズに開眼しインディアナ大学で開かれたスタン・ケントンのサマーバンド・キャンプに参加した事が切っ掛けとなりジャズミュージシャンの道を歩む事になる。
高校を卒業する頃にはカントリー・ギタリストのハンク・ガーランドと出会いガーランドのアルバム「Jazz Winds from a New Direction」に参加。また同時にボストンのバークリー音楽大学（当時は音楽院）に進む。在学中にカントリー界の大御所チェット・アトキンスの紹介で米RCAレコードの専属アーティストとなりニューヨークへ移る。
1962年、ジョージ・シアリングのオーディションに受かり同グループで活躍。
1964年、ベーシスト、チャック・イスラエルの紹介でギタリストを探していたスタン・ゲッツのバンドに起用され3年間在籍。
1967年、スタン・ゲッツ・クァルテットのメンバーだったスティーヴ・スワロウとロイ・ヘインズにロックギタリストラリー・コリエルを起用したゲイリー・バートン・クァルテットを結成しジャズ＆ロック・スタイルのバンドで人気を博す（1968年度、米・ダウン・ビート誌のジャズメン・オブ・ザ・イヤー受賞）。
1970年、米アトランティック・レコードに移籍しキース・ジャレットやステファン・グラッペリとの共演盤を発表。1972年にアルバム『アローン・アット・ラスト』でグラミー賞を初受賞。
1971年、再びボストンに移り同年秋よりバークリー音楽大学で教鞭を取り始める。
1972年、独ECMレコードに移籍し以降16年間に渡り16枚のアルバムをリリース。後にグラミー賞を受けるチック・コリアとの共演をはじめ、パット・メセニー、エバーハルト・ウェーバー、ラルフ・タウナー、タイガー大越、小曽根真等当時の有望な新人を数多く世に紹介した。
1988年、米GRPレコードに移籍しパット・メセニーとの再会セッションやB.B.キング、ジム・ホールとの共演、GRPオールスター・ビッグバンドでの活躍などが6枚のアルバムに収められる。
1996年、バークリー音楽大学の副学長に就任。1997年、米コンコード・ジャズに移籍し、アストル・ピアソラの作品集など現在までに9枚のアルバムをリリース。
2002年、30年に及ぶバークリー音楽大学での役職にピリオドを打ちボストンからフロリダに移る。
2017年には音楽業界からの引退を表明し、同年5月から6月に小曽根真とのデュオ編成で行われた日本ツアーを最後に活動停止した。

## 私生活
20代に結婚。別れたあと、1975年から1984年までサミュエル・ゴールドウィンの孫のキャサリン・ゴールドウィンと結婚していた。キャサリンとの間に2人の子供をもうけた。
1994年、ラジオのインタビューに対し、ゲイであることを告白した。2013年、長い間のパートナーであったジョナサン・チョン（Jonathan Chong）と結婚した。

## ディスコグラフィ

### リーダー作品
1960年代
- 『ニュー・ヴァイブ・マン・イン・タウン』 - New Vibe Man in Town（1961年録音）(RCA)
- 『フー・イズ・ゲイリー・バートン』 - Who Is Gary Burton?（1962年録音）(RCA)
- 『真夜中のヴァイブ』 - Something's Coming!（1963年録音）(RCA)
- 『タイムマシーン』 - The Time Machine（1965年録音）(RCA)
- 『テネシー・ファイアーバード』 - Tennessee Firebird（1966年録音）(RCA)
- 『ダスター』 - Duster（1967年録音）（RCA）
- 『ロフティ・フェイク・アナグラム』 - Lofty Fake Anagram（1967年録音）（RCA）
- 『葬送』 - A Genuine Tong Funeral（1968年録音）（RCA）
- 『カーネギー・ホール・コンサート』 - Gary Burton Quartet in Concert（1968年録音）（RCA）
- 『カントリー・ロード』 - Country Roads & Other Places（1969年録音）（RCA）
- 『鼓動』 -Throb（1969年録音）（Atlantic）

1970年代
- 『グッド・ヴァイブス』 - Good Vibes（1969年 - 1970年録音）（Atlantic）
- キース・ジャレットと共同名義: 『キース・ジャレット&ゲイリー・バートン』 - Gary Burton & Keith Jarrett（1970年録音）（Atlantic）
- 『アローン・アット・ラスト』 - Alone at Last（1971年録音）（Atlantic）
- チック・コリアと共同名義: 『クリスタル・サイレンス』 - Crystal Silence（1972年録音）（ECM）
- ステファン・グラッペリと共同名義: 『パリの巡り逢い』 - Paris Encounter（1972年録音）（Atlantic）
- 『ニュー・クァルテット』 - The New Quartet（1973年録音）（ECM）
- マイケル・ギブスと共同名義: 『イン・ザ・パブリック・インタレスト』 -  In The Public Interest （1973年録音）（Polydor）
- マイケル・ギブスと共同名義: 『セブン・ソングス』 - Seven Songs for Quartet and Chamber Orchestra（1973年録音）（ECM）
- 『リング』 - Ring（1974年録音）（ECM）（エバーハルト・ウェーバーと共演）
- スティーヴ・スワロウと共同名義: 『ホテル・ハロー』 - Hotel Hello（1974年録音）（ECM）
- ラルフ・タウナーと共同名義: 『マッチブック』 - Matchbook（1974年録音）（ECM）
- 『ドリーム・ソー・リアル〜カーラ・ブレイ作品集』 - Dreams So Real（1976年録音）（ECM）
- エバーハルト・ウェーバーと共同名義: 『パッセンジャーズ』 - Passengers（1976年録音）（ECM）
- 『タイムズ・スクエア』 - Times Square（1978年録音）（ECM）
- チック・コリアと共同名義: 『デュエット』 - Duet（1979年録音）（ECM）
- チック・コリアと共同名義: 『チック・コリア&ゲイリー・バートン・イン・コンサート』 - In Concert, Zürich, October 28, 1979（1979年録音）（ECM）（チューリッヒにおけるライヴ）

1980年代
- 『イージー・アズ・パイ』 - Easy as Pie（1980年録音）（ECM）
- Live in Cannes（1981年録音） (Jazz World)（「パレ・デ・フェスティバル・エ・デ・コングレ」におけるライヴ）
- 『ピクチャー・ディス』 - Picture This（1982年録音）（ECM）
- チック・コリアと共同名義: 『セクステットの為の抒情組曲』 - Lyric Suite for Sextet（1982年録音）（ECM）
- 『リアル・ライフ・ヒッツ』 - Real Life Hits（1984年録音）（ECM）
- バークリー・オールスターズと共同名義: 『ゲイリー・バートン&バークリー・オールスターズ』 - Gary Burton And The Berklee Allstars（1985年録音）（JVC）
- ラルフ・タウナーと共同名義: 『スライド・ショー』 - Slide Show（1985年録音）（ECM）
- アストル・ピアソラと共同名義: 『ニュー・タンゴ』 - The New Tango（1986年録音）（Warner Bros）（ライヴ）
- 『ウィズ・キッズ』 - Whiz Kids（1986年録音）（ECM）
- 『タイム・ライク・ジーズ』 - Times Like These（1988年録音）（GRP）
- 『リユニオン』 - Reunion（1989年録音）（GRP）

1990年代
- ポール・ブレイと共同名義: Right Time, Right Place（1990年録音）（GRP）
- 『クール・ナイツ』 - Cool Nights（1991年録音）（GRP）
- 『シックス・パック』 - Six Pack（1992年録音）（GRP）
- 『イッツ・アナザー・デイ』 - It's Another Day（1993年録音）（GRP）
- 小曽根真と共同名義: 『フェイス・トゥ・フェイス』 - Face to Face（1995年録音）（GRP）
- 『ディパーチャー』 - Departure（1997年録音）（Concord）
- チック・コリアと共同名義: 『ネイティヴ・センス』 - Native Sense - The New Duets（1997年録音）（Stretch）
- 『ピアソラに捧ぐ』 - Ástor Piazzolla Reunion: A Tango Excursion（1998年録音）（Concord）
- チック・コリア、パット・メセニー、ロイ・ヘインズ、デイヴ・ホランドと共同名義: 『ライク・マインズ』 - Like Minds（1997年12月録音）（Concord）

2000年代
- 『リベルタンゴ』 - Libertango: The Music of Ástor Piazzolla（1999年録音）（Concord）
- 『グレイト・ヴァイブス〜ハンプ、レッド、バグス、カルに捧ぐ』 - For Hamp, Red, Bags, and Cal（2001年録音）（Concord）
- 小曽根真と共同名義: 『ヴァーチュオーシ』 - Virtuosi（2002年録音）（Concord）
- ジェイ・レオンハート、ジョー・ベック、テリー・クラークと共同名義, Music of Duke Ellington（2003年録音） (LRC)
- 『ジェネレーションズ』 - Generations（2003年録音）（Concord）
- 『ネクスト・ジェネレーション』 - Next Generation（2004年録音）（Concord）
- チック・コリアと共同名義: 『ニュー・クリスタル・サイレンス』 - The New Crystal Silence（2007年録音） (Concord)（ライヴ）
- パット・メセニー、スティーヴ・スワロウ、アントニオ・サンチェスと共同名義: 『クァルテット・ライヴ!』 - Quartet Live（2007年録音）(Concord) （ライヴ）

2010年代
- Common Ground（2011年録音）(Mack Avenue)
- チック・コリアと共同名義: 『ホット・ハウス』 - Hot House (Concord) 2012年
- 小曽根真と共同名義: 『タイム・スレッド』 - Time Thread（2013年3月録音）(Universal) 2013年
- 『ガイデッド・ツアー』 - Guided Tour (Mack Avenue) 2013年（第56回グラミー賞（最優秀ジャズ・インストゥルメンタル・アルバム））

### コンピレーション
- Works (ECM) 1984年
- Collection (compilation album) (GRP) 1996年

## テレビ出演
- 『地球テレビ　エル・ムンド』 (NHK BS1)：2013年6月2日21:00 - 21:50放送